# Мыслина (район Гуменне)
Мыслина (словац. Myslina) — село и одноимённая община в районе Гуменне Прешовского края Словакии. Расположенный в восточной части Словакии на южных склонах Низких Бескид в долине Ондавки.

## История
Впервые упоминается в 1330 году.
В селе есть римо-католический костел с 1763 году в стиле позднего барокко.

## Население
| Год:                | 1994 | 2004    | 2014    | 2024    |
| ------------------- | ---- | ------- | ------- | ------- |
| Количество человек: | 535  | 567     | 587     | 599     |
| Разница:            |      | +5,98 % | +3,52 % | +2,04 % |

Национальный состав населения (по данным последней переписи населения 2001 года):
- словаки — 99,65 %,
- русины — 0,17 %,
- чехи — 0,17 %.

Состав населения по принадлежности к религии состоянию на 2001 год:
- римо-католики — 95,64 %,
- православные — 2,26 %,
- греко-католики — 1,57 %,
- не считают себя верующими или не принадлежат к одной вышеупомянутой конфессии — 0,52 %.